# San Vito di Luzzi rosato
Il San Vito di Luzzi rosato è un vino DOC la cui produzione è consentita nella provincia di Cosenza.

## Caratteristiche organolettiche
- colore: rosa più o meno intenso, talvolta con sfumature arancioni
- odore: delicato, caratteristico
- sapore: sapido, fresco, asciutto, armonico, elegante

## Produzione
Provincia, stagione, volume in ettolitri
- nessun dato disponibile